# Ламжавын Нацаг
Ламажавын Нацаг (монг. Ламджав Нацаг; 1922, сомон Тудэвтэй аймака Завхан — 23 июня 1984) — монгольский актёр, артист цирка, режиссёр, педагог, заслуженный деятель искусств Монголии (1944), Народный артист МНР (1972).

## Биография
Родился в семье ответственного работника министерства юстиции, репрессированного в 1937 году. После его смерти мать Вангана провела 10 лет в тюрьме. Был исключен из школы своим старшим братом Ламажавыном Ванганом, скитался бездомным более года.
В 1936 году окончил среднюю школу. С 1936 по 1938 год обучался в СССР в цирковом училище.
С 1938 года — учитель физкультуры, затем актёр циркового класса Государственного центрального театра МНР.
С момента основания в 1941 году более 40 лет работал артистом, педагогом, режиссёром и художественным руководителем Государственного цирка Монголии.
Участвовал в подготовке цирковых кадров: с 1972 по 1978 год был директором циркового училища им. Я. Раднаабазара, с 1978 по 1981 год — преподавателем народного цирка в селе Тосонценгель Завханского аймака.
- Орден Сухэ-Батора,
- Орден Трудового Красного Знамени,
- Орден Полярной звезды,
- Медаль «За трудовые заслуги» и юбилейная медаль.